# Тан Фей
Тан Фей (кит.: 唐飛; піньїнь: Táng Fēi; нар. 15 березня 1932) — китайський військовик і політик, голова Виконавчого Юаня Республіки Китай у травні-жовтні 2000 року.